# Christian Görlitz
Helmut Christian Görlitz (* 12. November 1944 in Hamburg; † 10. Januar 2022 ebenda) war ein deutscher Filmregisseur und Drehbuchautor.

## Leben
Görlitz studierte Psychologie und Philosophie in Hamburg sowie Literaturwissenschaften an der University of Pennsylvania in den Vereinigten Staaten. Für den Film Das Messer im Rücken (1975) übernahm er an der Seite des Regisseurs Ottokar Runze die Regieassistenz. Für den Kinofilm Das Ende vom Anfang (1981) zeichnete er erstmals als Drehbuchautor (nach der Romanvorlage Treibjagd von Michael Holzner) und zugleich als Regisseur verantwortlich.
In den folgenden Jahren seiner Karriere war Görlitz überwiegend fürs Fernsehen tätig. Hier arbeitete er in unterschiedlichsten Genres, wie z. B. beim TV-Thriller Der Deal (1991; Buch u. Regie), der Kinderserie Der kleine Vampir (1993; Regie) oder dem psychologischen Drama Freier Fall (1997; Buch u. Regie). 2008 drehte Görlitz mit der Tragikomödie Fleisch ist mein Gemüse (Buch u. Regie) einen weiteren Kinofilm nach dem gleichnamigen autobiografischen Roman von Heinz Strunk.
Sein Fernsehdrama Sieben Stunden wurde von Spiegel Online als „meisterhaft“ bezeichnet und 2019 zum Grimme-Preis nominiert.

## Filmografie

### Regie
- 1981: Das Ende vom Anfang (Kinofilm)
- 1982: Auf einem langen Weg (Fernsehfilm in 3 Episoden)
- 1982: Laufen, leiden, länger leben (zweiteiliger Fernsehfilm)
- 1983: Der Fahnder (Fernsehserie; drei Folgen)
- 1986: Die Lokomotive (Fernsehfilm)
- 1986–1988: Ein heikler Fall (Fernsehserie, div. Folgen) (auch Drehbuch)
- 1988: Die Bombe (Fernsehfilm) (auch Drehbuch)
- 1988–1989: Großstadtrevier (Fernsehserie; drei Folgen)
- 1991: Der Deal (Fernsehfilm)
- 1991: Unsere Hagenbecks (Fernsehserie; 18 Folgen)
- 1991: Müller und Miller (TV-Miniserie)
- 1993: Der kleine Vampir – Neue Abenteuer (Fernsehserie; 12 Folgen)
- 1995: Der König (Fernsehserie; 3 Folgen)
- 1997: Große Freiheit (Fernsehserie; 12 Folgen)
- 1997: Freier Fall (Fernsehfilm)
- 1997: Einsatz Hamburg Süd (Fernsehserie; 6 Folgen)
- 1998: Das Böse (Fernsehfilm)
- 1998: Der König – Dr. med. Mord (Fernsehfilm)
- 1999: Der Preis der Sehnsucht (Fernsehfilm)
- 1999: Bella Block: Geflüsterte Morde (Fernsehserie)
- 2000: Das gestohlene Leben (Fernsehfilm)
- 2001: Klaras Hochzeit (aka Olivernbäume) (Fernsehfilm)
- 2001: Die Verbrechen des Professor Capellari (Fernsehserie; eine Folge)
- 2001: Anwalt Abel (Fernsehserie; zwei Folgen)
- 2002: Mörderherz (Fernsehfilm)
- 2002: Mord im Haus des Herrn (Fernsehfilm)
- 2003: Nachts, wenn der Tag beginnt (Fernsehfilm)
- 2003: Die Geisel (Fernsehfilm)
- 2004: Das Duo (Fernsehreihe; eine Folge)
- 2004: Außer Kontrolle (Fernsehfilm)
- 2004: Kommissar Rex (Fernsehserie; zwei Folgen)
- 2006: Die Verlorenen (Fernsehfilm)
- 2006: Mutterglück (Fernsehfilm)
- 2008: Fleisch ist mein Gemüse (Kinofilm)
- 2008: Ein Job (Fernsehfilm)
- 2011: Tatort – Gestern war kein Tag (Fernsehreihe)
- 2009–2018: Der Kriminalist (Fernsehserie; 30 Folgen)
- 2016: Spreewaldkrimi: Spiel mit dem Tod (Fernsehreihe)
- 2018: Sieben Stunden (Fernsehfilm)

### Drehbuch
- 1984: Das Ende vom Anfang (Kinofilm)
- 1987: Die Bombe (Fernsehfilm)
- 1991: Der Deal (Fernsehfilm)
- 1991: Unsere Hagenbecks (Fernsehserie; 10 Folgen)
- 1995: Tödliches Geld (Fernsehfilm)
- 1996–1997: Große Freiheit (Fernsehserie; 10 Folgen)
- 1997: Freier Fall (Fernsehfilm)
- 1998: Das Böse (Fernsehfilm)
- 1998: Der König – Dr. med. Mord (Fernsehfilm)
- 2000: Bella Block: Geflüsterte Morde (Fernsehserie)
- 2001: Die Verbrechen des Professor Capellari (Fernsehreihe; eine Folge)
- 2002: Mörderherz (Fernsehfilm)
- 2002: Mord im Haus des Herrn (Fernsehfilm)
- 2003: Die Geisel (Fernsehfilm)
- 2004: Das Duo (Fernsehreihe; eine Folge, 2004)
- 2004: Außer Kontrolle (Fernsehfilm)
- 2006: Die Verlorenen (Fernsehfilm)
- 2006: Mutterglück (Fernsehfilm)
- 2008: Fleisch ist mein Gemüse (Kinofilm)
- 2008: Ein Job (Fernsehfilm)
- 2012: Die Braut im Schnee (Fernsehreihe)
- 2018: Sieben Stunden (Fernsehfilm)
- 2023: Morin (Fernsehfilm)

## Auszeichnungen (Auswahl)
- Silberne Nymphe und Publikumspreis Filmfest Monte Carlo (1989)
- Der kleine Vampir (1993)
  - Preis der Kinderjury beim Kinderfilmfestival Chicago 1994 (für Folge 2, in der Kategorie „Live-Action Short Film or Video Over 15 Minutes“, zusammen mit dem US-amerikanischen Spielfilm Tis the Season (1994))
  - Adolf-Grimme-Preis 1994, zusammen mit Achim Hagemann
- Freier Fall (1997)
  - Adolf-Grimme-Preis mit Gold (in der Kategorie „Fiktion/Unterhaltung“, gemeinsam mit den Hauptdarstellern Florian Martens und Josef Bierbichler)
- Ein Job (2008)
  - Platinum Remi Award 2009, Houston International Film Festival, Texas[4]